# Échevannes (Doubs)
Échevannes település Franciaországban, Doubs megyében. Lakosainak száma 87 fő (2022. január 1.). Échevannes Lavans-Vuillafans és Vuillafans községekkel határos.

## Népesség
A település népességének változása:
| Lakosok száma | 45   | 80   | 71   | 84   | 84   | 89   | 89   | 88   | 87   | 87   |
|               | 1968 | 1982 | 1990 | 2006 | 2013 | 2015 | 2017 | 2019 | 2020 | 2022 |